# Sandersdorf-Brehna
Sandersdorf-Brehna er en kommune i Landkreis Anhalt-Bitterfeld i den tyske delstat Sachsen-Anhalt. Kommunen ligger i den sydøstlige del af delstaten.
Sandersdorf-Brehna kommune blev dannet den 1. juli 2009, da købstaden Brehna blev lagt sammen landkommunerne Glebitzsch, Petersroda, Roitzsch og Sandersdorf. Den nye kommune overtog Brehnas købstadsrettigher. 
51°37′N 12°14′Ø / 51.62°N 12.23°Ø